# Куп пет нација 1965.
Куп пет нација 1965. (службени назив: 1965 Five Nations Championship) је било 71. издање овог најелитнијег репрезентативног рагби такмичења Старог континента. а 36. издање Купа пет нација.
Гренд слем је освојио Велс.

## Такмичење
Француска - Шкотска 16-8
Велс - Енглеска 14-3
Ирска - Француска 3-3
Шкотска - Велс 12-14
Ирска - Енглеска 5-0
Енглеска - Француска 9-6
Шкотска - Ирска 6-16
Велс - Ирска 14-8
Енглеска - Шкотска 3-3
Француска - Велс 22-13

## Табела
|   | Селекција                      | ИГ | Д | Н | И | ПД | ПП | ПР  | Б |  |
| - | ------------------------------ | -- | - | - | - | -- | -- | --- | - |  |
| 1 | Рагби репрезентација Велса     | 4  | 3 | 0 | 1 | 55 | 45 | +10 | 6 |  |
| 2 | Рагби репрезентација Француске | 4  | 2 | 1 | 1 | 47 | 33 | +14 | 5 |  |
| 2 | Рагби репрезентација Ирске     | 4  | 2 | 1 | 1 | 32 | 23 | +11 | 5 |  |
| 4 | Рагби репрезентација Енглеске  | 4  | 1 | 1 | 2 | 15 | 28 | -13 | 3 |  |
| 5 | Рагби репрезентација Шкотске   | 4  | 0 | 1 | 3 | 29 | 49 | -20 | 1 |  |